# Fornelos de Montes
Fornelos de Montes ist eine galicische Gemeinde in der Provinz Pontevedra im Nordwesten Spaniens mit 1.637 Einwohnern (Stand: 2024). 

## Geografie
Fornelos de Montes, das zur Region Vigo gehört, befindet sich im Landesinneren im Osten der Provinz Pontevedra. Sie grenzt im Norden an A Lama und Ponte Caldelas, im Westen an Sotomayor und Pazos de Borbén, im Süden an Mondariz und Covelo und im Osten an Covelo und die Gemeinde Avión. Fornelos de Montes gehört zu den spanischen Gemeinden mit dem höchsten jährlichen Niederschlag.

## Bevölkerungsentwicklung der Gemeinde
Legende: Fornelos___Fornelos de Montes

## Gemeindegliederung
Die Gemeinde Fornelos de Montes ist in sieben Parroquias gegliedert:
| Parroquias         | Patrozinium  | Einwohner 2024 | Fläche km² | Dichte Einw./km² | Höhe msnm | Ortskennzahl |
| ------------------ | ------------ | -------------- | ---------- | ---------------- | --------- | ------------ |
| Calvos             | Santo Adrián | 284            | 6,06       | 47               | 304       | 36019010000  |
| As Estacas         | Santa María  | 147            | 15,64      | 9                | 437       | 36019020000  |
| Fornelos de Montes | San Lourenzo | 553            | 10,86      | 51               | 338       | 36019030000  |
| A Laxe             | San Xosé     | 63             | 20,86      | 3                | 501       | 36019040000  |
| Oitavén            | San Vicente  | 166            | 3,84       | 43               | 375       | 36019050000  |
| Traspielas         | Santa María  | 230            | 13,75      | 17               | 443       | 36019060000  |
| Ventín             | San Miguel   | 204            | 7,96       | 26               | 412       | 36019070000  |

## Wirtschaft
| Ackerbau, Viehzucht und Fischerei                                                  | 016 | 02,99  |
| Industrie                                                                          | 095 | 017,72 |
| Bauwirtschaft                                                                      | 046 | 08,58  |
| Dienstleistungsbetriebe                                                            | 379 | 070,71 |
| Total                                                                              | 536 | 100,00 |
| * Daten aus dem Statistischen Amt für Wirtschaftliche Entwicklung in Galicien, IGE |     |        |